# Marquette Plaza
Marquette Plaza es un rascacielos situado en el centro de Minneapolis, Minnesota, Estados Unidos. Está ubicado en el 250 de Marquette Avenue. Su estructura presenta la particularidad de que las plantas del edificio están sustentadas sobre dos cables que forman catenarias suspendidas del marco exterior. 

## Diseño
Diseñado por Gunnar Birkerts, fue la sede del Banco de la Reserva Federal de Minneapolis de 1973 a 1997 (por lo tanto, muchas personas se refieren a él como "el antiguo edificio de la Reserva Federal"). Diseñado como un puente colgante, la mayoría de los pisos originales están sostenidos por dos juegos de cables de catenaria Se utilizaron cámaras subterráneas para el espacio de la bóveda, y se adjuntó un prisma para el ascensor externo en la cara este del edificio, con el fin de conectar el vestíbulo de la planta baja con el resto del edificio. Originalmente había un espacio entre el vestíbulo y el resto de la estructura sobre el suelo para enfatizar el método de construcción.

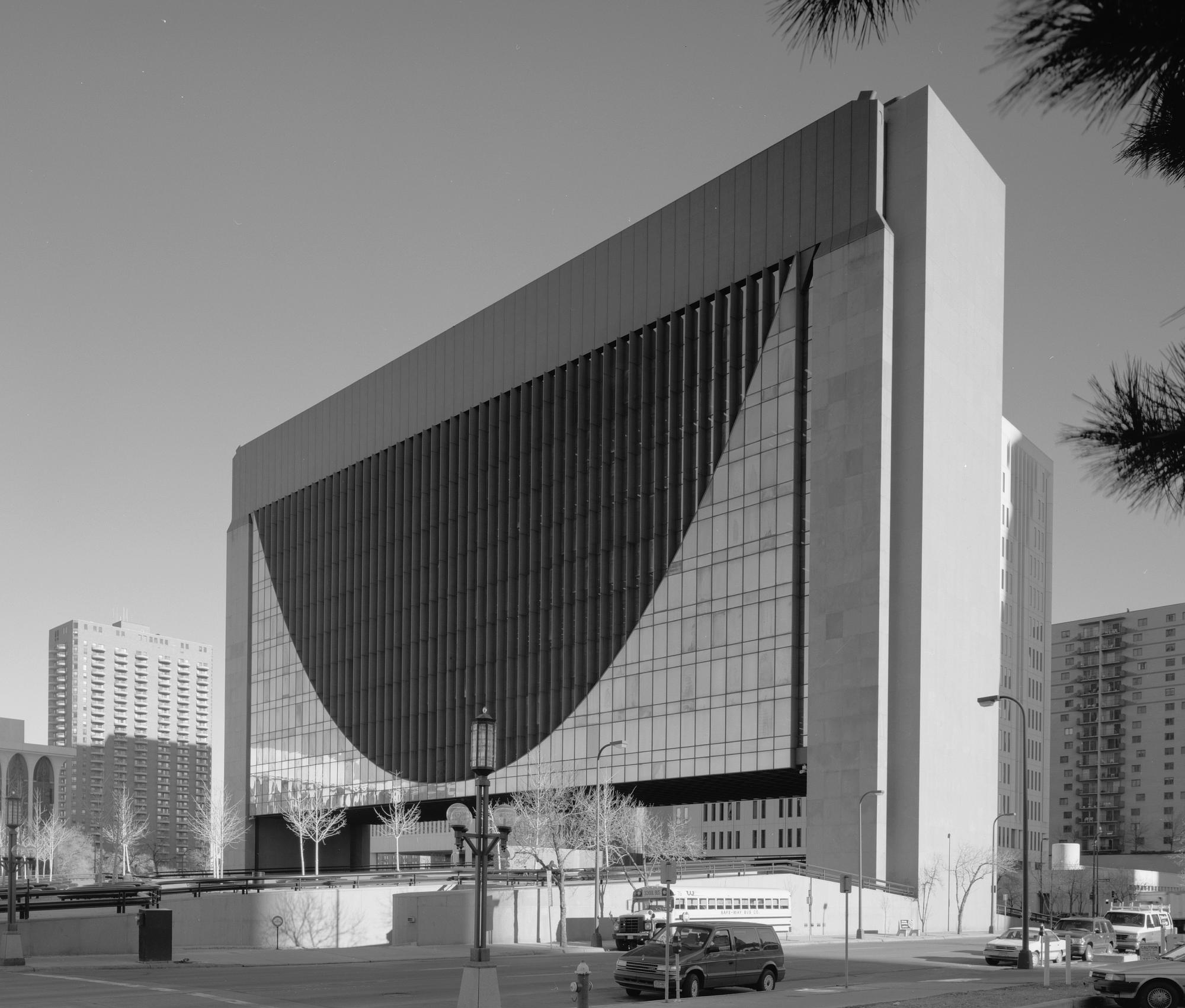
Vista suroeste del Marquette Plaza en su configuración original, con un espacio sobre el suelo

Si bien el diseño del edificio ha sido muy elogiado como un logro de ingeniería, el proyecto estuvo plagado de defectos que se tradujeron en ventanas con fugas y otros problemas. Además, se había utilizado mucho amianto en la construcción del edificio. La Reserva Federal de Minneapolis decidió construir un nuevo complejo a unas pocas manzanas de distancia en lugar de renovar la estructura, que pasó a manos privadas. El edificio fue remodelado en 2002 por aproximadamente 65 millones de dólares, un proceso que incluyó agregar espacio para oficinas en el lado este y en el espacio sobre el suelo, al mismo tiempo que se convirtió la plaza pavimentada con hormigón anexa al edificio en un parque con césped. Se agregó una conexión aérea al Edificio ING ReliaStar 111.
Los primeros diseños del edificio incluían bocetos para incorporar en la parte superior una catenaria invertida, produciendo una forma que se asemejaba a un óvalo. Al edificio se le atribuye haber influido en la decisión de agregar un puente de observación con un arco de catenaria sobre la espectacular apertura en el Kingdom Centre de Arabia Saudita. La empresa de diseño local Ellerbe Becket contribuyó al trabajo de diseño de la estructura saudita.

## Inquilinos notables
Los principales inquilinos después de la mudanza de la Reserva Federal han incluido a empresas de telecomunicaciones que hicieron uso del espacio de la bóveda. La central de la Biblioteca Pública de Minneapolis también se había ubicado temporalmente allí, mientras se esperaba la finalización en 2006 de un nuevo edificio a una manzana de distancia.

## Resurgimiento
Marquette Plaza restableció su estatus en 2011 al convertirse en el primer edificio del centro de Minneapolis en obtener la certificación LEED Platinum. Esta calificación, otorgada por el US Green Building Council (USGBC), es el nivel más alto de certificación LEED e ilustra la transformación y el liderazgo del edificio en la adecuación ecológica del centro de la ciudad. Marquette Plaza dejó su marca como el primer gran edificio de múltiples inquilinos en Minnesota en recibir la certificación Platinum, gracias al interés demostrado por el administrador de la propiedad, Base Management, y por 23 inquilinos del edificio, que incluyen a The Scoular Company, agencias del gobierno federal, Foley & Mansfield, Conoce a Minneapolis y CenturyLink. La certificación Platinum es más difícil de recibir cuando varios inquilinos están involucrados en el proceso. El consultor de sostenibilidad que gestionó la certificación fue Sustology, un desarrollador y consultor de Minneapolis con sede en Marquette Plaza. La propiedad estaba lista para la recertificación en 2016 y nuevamente obtuvo el estatus LEED Platinum con la ayuda del consultor Sustology, siendo el único edificio con certificación LEED Platinum en Minnesota en 2016.